# Крал, Норберт
Норберт Крал (чеш. Norbert Kral, родился 21 июля 1956, в Ческе-Будеёвице) — бывший чехословацкий хоккеист, нападающий. Бронзовый призёр чемпионата мира 1981 года.

## Биография
Норберт Крал всю свою карьеру провёл в родной команде «Ческе-Будеёвице».
Играл за сборную Чехословакии, в её составе стал бронзовым призёром чемпионата мира 1981 года.

## Достижения
- Бронзовый призёр чемпионата мира 1981
- Бронзовый призёр чемпионата Европы 1981
- Серебряный призёр чемпионата Европы среди юниоров 1975
- Бронзовый призёр молодёжного чемпионата мира 1976
- Чемпион Зимней Универсиады 1983

## Статистика
- Чемпионат Чехословакии — 234 игры, 163 очка (77+86)
- Сборная Чехословакии — 19 игр, 2 шайбы
- Всего за карьеру — 253 игры, 79 шайб